# Plectrocnemia paulseni
Plectrocnemia paulseni is een fossiele soort schietmot uit de familie Polycentropodidae.